# Bhooria princeps
Bhooria princeps är en insektsart som först beskrevs av William Lucas Distant 1910.  Bhooria princeps ingår i släktet Bhooria och familjen dvärgstritar. Inga underarter finns listade i Catalogue of Life.